# Taximètre
Le taximètre est un appareil de mesure mécanique ou électronique habituellement installé dans les taxis, il est semblable à un odomètre. Il sert à mesurer le montant à percevoir en fonction de la distance parcourue et du temps passé à l'intérieur du taxi.

## Histoire

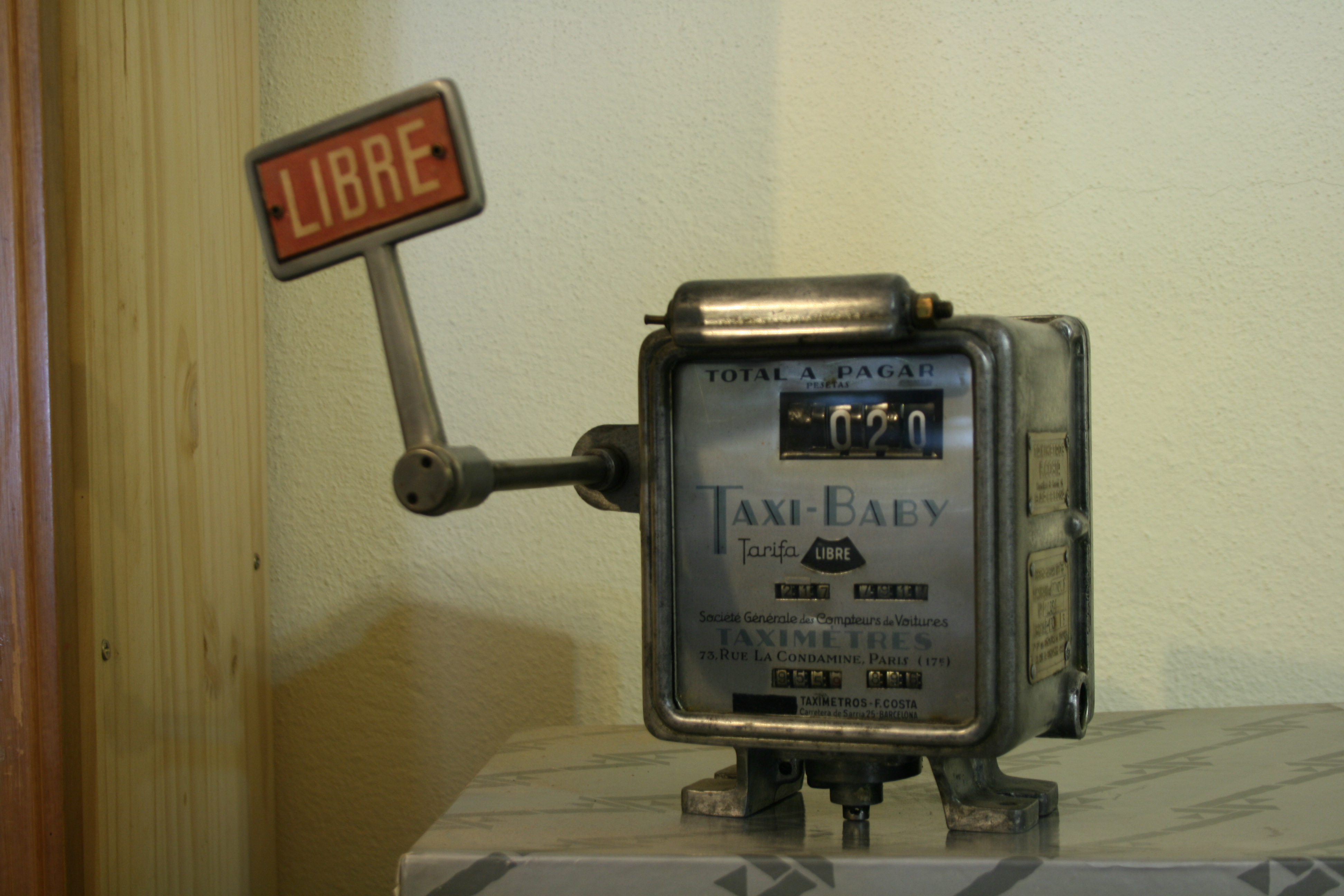
Taximètre fabriqué en France par la Compagnie générale des compteurs de voiture (années 1920).

Le principe est très ancien et remonte à l'odomètre. Ce système apparaît dans l'antiquité en Grèce, dans le monde romain et en Chine. Il permet de totaliser le nombre de tours effectuées par les roues d'un chariot grâce à un mécanisme de démultiplication. 
Un plateau horizontal est entraîné par une des roues par l'intermédiaire de pignons .
Ce plateau comporte des cases contenant chacune une bille ou un caillou qui tombe dans un tiroir lorsqu'il se trouve positionné au-dessus d'un trou. Le nombre de billes dans le tiroir à la fin du parcours donne la distance effectuée.

Au milieu du XIXe siècle, Jean-Eugène Robert-Houdin, célèbre prestidigitateur français, qui fut un mécanicien hors-pair et un adepte de l'électricité,, et son demi-frère, Jean-Jacques-Émile Robert-Houdin (1831-1883), qui est horloger, déposent un brevet en novembre 1848 puis le cède à la Compagnie générale des voitures, laquelle ne semble pas l'avoir concrétisé [?]. 
En 1867, la grande grève des cochers de fiacre parisiens et le mécontentement des usagers conduit la ville à faire installer quatre sortes de prototypes de compteur sur 69 fiacres (la ville en compte alors près de 6 000). L'expérience est un échec auprès des clients qui estiment que le cocher les trompe malgré tout. En mai 1889, profitant de l'exposition universelle à Paris, la ville organise un grand concours d'invention de compteur kilométrique pour les fiacres.
En 1891, l'ingénieur allemand Friedrich Wilhelm Gustav Bruhn dépose un brevet à Berlin et soumet son invention à des constructeurs. Le premier véhicule de louage équipé de cette invention baptisée taxameter fut le Daimler Victoria à essence fabriqué par Gottlieb Daimler en 1897. 

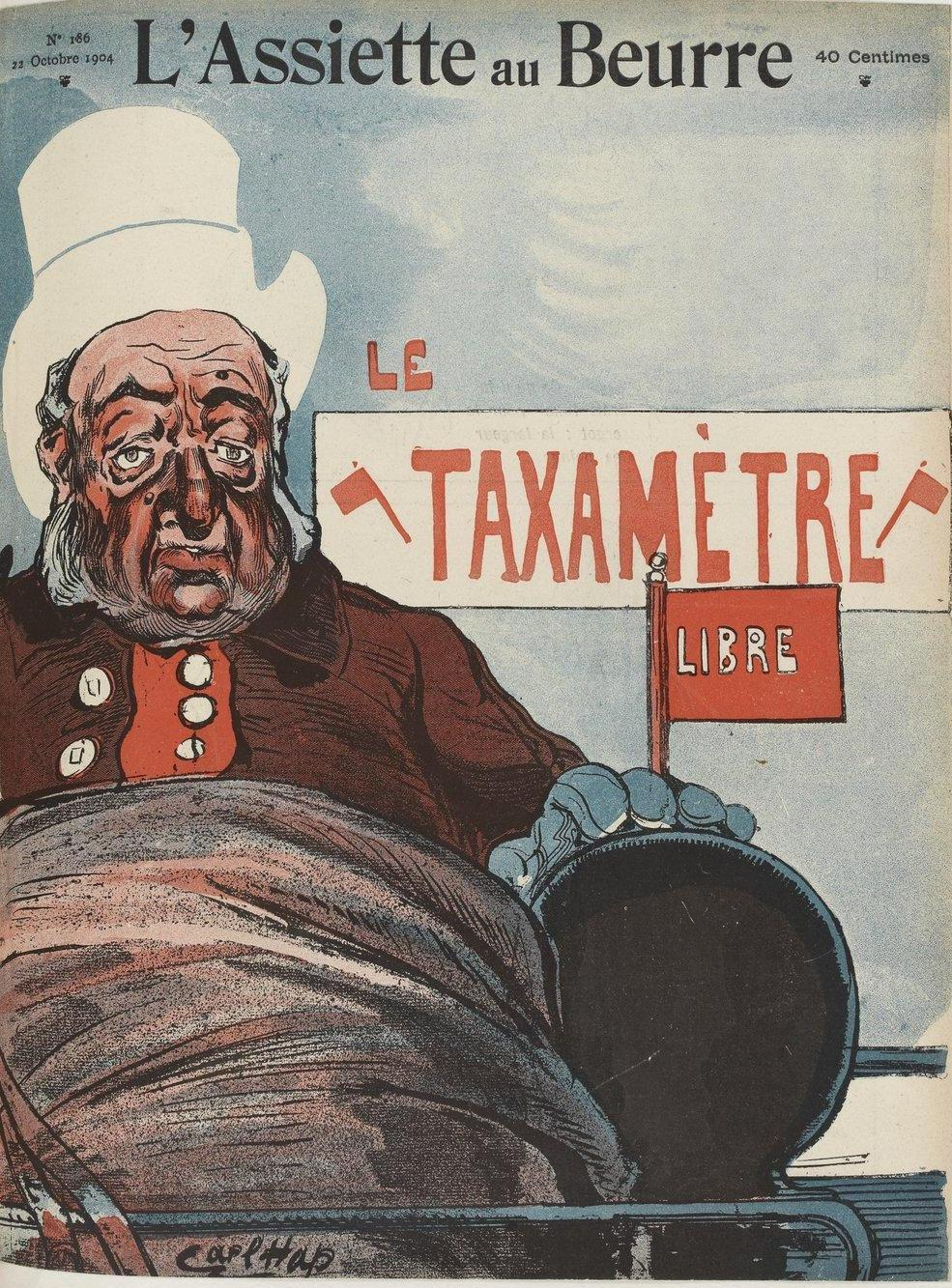
L'Assiette au beurre du 22 octobre 1904, couverture de Carl Happel.

En 1900, le conseil de la ville de Paris adopte le principe pour les cochers et fiacres et confie la licence à la Société générale des compteurs de voitures taximètres, dirigée par Henri-Othon Kratz. En octobre 1904, L'Assiette au beurre ironise sur les taxamètres qui mécontente les usagers et les chauffeurs de fiacre automobile. Dès 1907, à Londres, on baptise taximeter cab, les véhicules équipés ainsi. On parle ensuite de taxi-auto, contraction de taximètre-automobile, ou encore d'auto-taxi.
Le mot « taxi » seul glisse peu à peu dans le langage courant : en France, il devient courant dans les années 1910, notamment après l'opération des taxis de la Marne.

## Quelques particularités
En Côte d'Ivoire, particulièrement à Abidjan la capitale économique, le taximètre désigne également, dans le langage parlé, le chauffeur de taxi lui-même. Ce terme s'utilise indifféremment avec « Chauffeur de taxi », « Taximan » et « Taximen ».
Dans certains pays, les taxis utilisent une petite affiche lumineuse (parfois appelée un « lumineux ») pour indiquer s'ils sont libres. En France, cette affiche porte le nom de « bidule ». En Argentine, elle est appelée banderita, nom qui vient des taximètres mécaniques, dans lesquels on tournait un petit drapeau en le dissimulant pour commencer un voyage, et qui, à la fin du voyage, revenait à sa position visible. Ils peuvent aussi utiliser dans le même but une affiche lumineuse située dans le plafond.

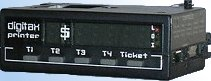
Taximètre "Digitax Printer" en état "Libre"

## Accessoires
Les taximètres électroniques peuvent inclure d'autres accessoires, par exemple :
- Impression de tickets (reçus pour le passager).
- Contrôle de la collecte et détection des fraudes du chauffeur envers le propriétaire, à travers l'impression de tickets ou par enregistrement des données sur ordinateur.
- Communication par ondes radio de l'état du taximètre et de l'itinéraire effectué.
- Réception de nouveaux voyages par Radio et impression des données.
- Communication avec des systèmes GPS.
- Ils peuvent aussi être reliés à des capteurs de siège, détectant la présence d'un client sur la banquette arrière. Ainsi si le chauffeur n'a pas déclenché le taximètre le propriétaire peut en être informé.
- Encaissement par carte de crédit ou prépaiement.

## Fonctionnement et tarifs
Les tarifs varient selon la zone, mais ils s'adaptent à un modèle général. Il en est de même pour le fonctionnement.
Les tarifs sont imposés par des arrêtés préfectoraux, modifiés annuellement. Ils peuvent varier du simple au double selon les régions. Les taxis en voiture de luxe ou en 2CV, dans un même département, ont le même tarif.

### Positions
Les taximètres ont plusieurs positions de fonctionnement, et dans chacune un comportement spécial.

#### Cycle de travail
Dans son fonctionnement normal, le taximètre répète cycliquement les étapes suivantes.
1. Libre: Le taxi vide attend un client. Le lumineux est allumé. S'il dispose de plusieurs tarifs, dans cette position on peut les sélectionner manuellement. Le chauffeur peut aussi éteindre son lumineux et passer à la position "Repos".
2. Occupé: On entre à cette étape en commençant le voyage et on éteint le lumineux. Dans cette étape apparaissent sur l'écran le montant (au fur et à mesure qu'il augmente) et le tarif actuel. On peut aussi afficher une autre information : extra (fiches par des bagages, etc.), heure actuelle, vitesse, etc.
3. Montant (ou À payer) : C'est la dernière étape du voyage. Le lumineux peut être éteint ou clignoter (ce sera plutôt le second cas puisqu'il indique au nouveau passager que le taxi sera disponible dans peu de temps), on affiche le montant que doit payer le passager, et on peut lui imprimer un reçu.

#### Repos
La majorité des nouveaux taximètres, en passant dans cette position éteignent le lumineux et le display. Mais ils continuent à contrôler la distance parcourue et en maintenant l'heure. Généralement dans cette position ils passent en position de contrôles.

#### Contrôles
Dans cette position ils peuvent être vus en écran et/ou imprimer différentes informations pour que le propriétaire contrôle ses chauffeurs. Et dans quelques cas pour contrôle de réparateur et du légal, on inclut un ticket avec information sur l'ajustement de l'horloge.

### Modèle de tarif
Le modèle de tarif change beaucoup selon la zone. Dans quelques zones on utilise plusieurs tarifs qui changent manuellement ou automatiquement selon l'heure, jour de fête, la zone, etc.

#### Valeurs de base
Voici les valeurs de base dont est composé un tarif. Dans quelques zones la première fiche peut avoir une valeur, une distance et/ou une durée différente des suivantes.
- Prise en charge : C'est le montant minimal à percevoir, qui s'ajoute automatiquement en entamant un voyage.
- Fiche : C'est l'échelon constant programmé d'incrémentation du tarif, ajouté par fraction de temps/distance.
- Distance ou Mètres : Quand cette distance est parcourue (au-dessus de la vitesse de conjonction) une fiche est calculée.
- Temps ou Secondes : Quand cette durée est atteinte (sous la vitesse de conjonction) on calcule une fiche.
- Extra : Ce sont des fiches (ou ils peuvent avoir une valeur différente) qui sont manuellement ajoutées pour des charges supplémentaires, comme les bagages additionnels.

### Comment mesure-t-il la distance?
La mesure de la distance se base indirectement sur les tours de roue du véhicule. Ainsi, dégonfler un peu les pneus peut légèrement altérer la mesure, c'est une fraude.
- Dans les véhicules anciens, depuis la boîte de vitesses un flexible tourne selon la vitesse jusqu'au tachymètre. On place généralement un transducteur capteur de distance qui traduit le mouvement mécanique en signaux électroniques jusqu'au taximètre. Il y a divers types de transducteurs, selon le principe de fonctionnement et selon le nombre d'impulsions/retour qu'ils envoient.
- Dans les véhicules plus récents, il y a dans la boîte de vitesses un capteur de vitesse qui donne l'information pour le calculateur d'injection électronique et le tachymètre. À partir du signal d'impulsions de ce capteur on fait une dérivation qui est reliée à un capteur de prise qui adapte le signal pour que celui-ci soit reçu par le taximètre en même temps qu'il le protège  des anomalies du capteur de distance.
- Dans les véhicules qui ont eu des problèmes de boîte de vitesses, on peut placer un capteur de distance dans la transmission, en général le cardan. Mais ceci entraîne beaucoup de problèmes, la distance entre l'aimant et le capteur étant très grande, ceux-ci sont exposés aux intempéries, ce qui entraîne un surcoût, etc.

## Fraudes
Bien que l'on considère que seulement une minorité des chauffeurs de taxi fraudent, ils ont la renommée mondiale de le pratiquer. Il existe diverses façons de frauder pour un taxi, certaines sont tellement subtiles qu'il est pratiquement impossible de déterminer si elles sont intentionnelles.
- La promenade : c'est peut-être la plus typique des fraudes. Elle consiste à emmener le passager par un chemin plus long, à faire des détours inutiles ou à prendre des rues embouteillées.
- Allumer le taximètre avant que le passager ne monte.
- Utilisation de divers artefacts externes qui altèrent la réception du signal de distance au taximètre. Appelé populairement "machine", petit oiseau, piripipí, etc.
- Altération de la programmation ou du tarif dans le taximètre.

Si une altération volontaire du taximètre est commise, cela oblige à briser le scellé ou la violette sauf sur certains appareils non équipés de ces dispositifs de protection. De plus certains scellés peuvent être refaits, rendant la fraude indétectable. Les altérations vont depuis faire tourner la pulsation, parfois dans la limite de ce qui est légal ; faire tourner le métrage, jusqu'à mettre plusieurs tarifs différents. Dans les villes où on permet seulement un tarif unique, on ne vérifie généralement pas l'existence d'autres tarifs. C'est pourquoi on fait une méthode chaque jour plus commun avoir un tarif plus avancé pour la changer quand au chauffeur elle paraîtra ; ou pire encore, ils utilisent des tarifs horaires pour qu'ils soient avancés dans une heure à laquelle il n'y a pas contrôle.[pas clair] Pour éviter ce type de fraudes, les taximètres les plus récents (de type Ariel Milenio) peuvent imprimer le tarif et d'autres détails de la configuration sur un ticket séparé ou le reçu même destiné au passager.

#### Réglementation
- (es) Règlement Technique de Mercosur pour Taximètres (MERCOSUR/GMC/RES. N° 15/01)
- (fr) Réglementation en métrologie légale
- (fr) Texte réglementaire en métrologie légale